# Norbert Hauata
Norbert Hauata (ur. 8 czerwca 1979) – sędzia piłkarski pochodzący z Polinezji Francuskiej.
Od 2008 roku sędzia międzynarodowy. W 2012 sędziował w meczach Pucharu Narodów Oceanii, a w 2013 na MŚ U-17.
Hauata znalazł się na liście 35 sędziów Mistrzostw Świata 2018.